# Večernjakova ruža
Večernjakova ruža je najstarija medijska nagrada u Hrvatskoj koja se dodjeljuje još od 1995. godine. Prva dodjela koja se dodjeljivala za prethodnu 1994. godinu, održala se 31. siječnja 1995. godine u Satiričkom kazalištu Kerempuh a voditeljica dodjele bila je Daniela Trbović. Nagradu je osmislio novinar Branko Vukšić.
Nagrade se dodjeljuju u sedam kategorija.

## Kriteriji nominacije
Kriterij pri odabiru nominiranih je ono je što su osobe u protekloj godini ostvarile, koliko je to bilo značajno za najširu javnost, a njihovo ukupno djelovanje mora biti kvalitetno i originalno u svom području. Oni moraju biti primjer drugima i poticaj za kvalitetan rad i stvaralaštvo u području glazbe, filma, radijskih i televizijskih emisija, a nagrada se dodjeljuje u sedam kategorija.
Nominirane bira žiri u sastavu popularnih TV voditelja, glumaca, redatelja i glazbenika uz novinare i urednike Večernjeg lista.

## Nagrade
Dodjeljuje se ukupno sedam nagrada, od čega u svakoj kategoriji po jedna za ostvarenja u medijskom prostoru od siječnja do prosinca prošle godine od one trenutne.

### Aktualne nagrade
- TV osoba godine
- Glazbenik godine
- Glumačko ostvarenje godine

- Radijska osoba godine – (od 1998.)
- Radijska emisija godine – (od 1998.)
- TV emisija godine – (od 2005.)
- Novo lice godine – (od 2005.)
- Digitalna ruža – (od 2022.)

### Umirovljene nagrade
- Najbolji izvođač tamburaške glazbe
- Najbolji hrvatski film 20. stoljeća (dodijela se samo 2000. godine za VR 1999.)
- Najbolji hrvatski film
- Najbolja televizijska serija
- Najbolju pjesma
- Životno djelo (dodjeljena 2019. godine)
- Zlatna Ruža za doprinos hrvatskoj glazbi  (dodjeljena 2019. godine)

## Organizirane dodjele
Večernjakova ruža od 1995. do 2002. se održavala u kazalištu Kerempuh, 2003. godine seli se u Hotel Opera (današnji Westin), a kako je dvorana hotela bila premala, 2004. i 2005. održava se u Kineskom paviljonu Zagrebačkog velesajma. Večernjakova ruža mijenja ime u Večernjakov ekran koji se održava u Boćarskom domu 2006. i 2007. godine. Nakon toga, nagrada se više ne održava sve do 2014. godine kada se i vraća izvorno ime Večernjakova ruža, a od tada mjesto održavanja je Hrvatsko narodno kazalište u Zagrebu.
| Rbr.    | Naziv                           | Datum              | Mjesto održavanja                       | Voditelji                        |
| ------- | ------------------------------- | ------------------ | --------------------------------------- | -------------------------------- |
| 1.      | Večernjakova ruža 1994.         | 31. siječnja 1995. | Satiričko kazalište Kerempuh            | Daniela Trbović                  |
| 2.      | Večernjakova ruža 1995.         | 31. siječnja 1996. | Satiričko kazalište Kerempuh            | Mirna Berend i Mario Sedmak      |
| 3.      | Večernjakova ruža 1996.         | 5. veljače 1997.   | Satiričko kazalište Kerempuh            | Dobitnici nagrada                |
| 4.      | Večernjakova ruža 1997.         | 9. veljače 1998.   | Satiričko kazalište Kerempuh            | –                                |
| 5.      | Večernjakova ruža 1998.         | 22. veljače 1999.  | Satiričko kazalište Kerempuh            | Tarik Filipović i Rene Bitorajac |
| 6. – 8. | Večernjakova ruža 1999. – 2001. | 2000. – 2002.      | Satiričko kazalište Kerempuh            | –                                |
| 9.      | Večernjakova ruža 2002.         | 2003.              | Hotel Opera (današnji Westin)           | –                                |
| 10.     | Večernjakova ruža 2003.         | 2004.              | Kineski paviljon – Zagrebački velesajam | –                                |
| 11      | Večernjakova ruža 2004.         | 19. veljače 2005.  | Kineski paviljon – Zagrebački velesajam | –                                |
| 12.     | Večernjakov ekran 2005.         | 19. veljače 2006.  | Zagrebački boćarski dom                 | Jelena Buljan i Krešimir Mišak   |
| 13.     | Večernjakov ekran 2006.         | 18. veljače 2007.  | Zagrebački boćarski dom                 |                                  |
| 20.     | Večernjakova ruža 2013.         | 21. ožujka 2014.   | Hrvatsko narodno kazalište Zagreb       | Nevena Rendeli i Duško Ćurlić    |
| 21.     | Večernjakova ruža 2014.         | 20. ožujka 2015.   | Hrvatsko narodno kazalište Zagreb       | Nevena Rendeli i Duško Ćurlić    |
| 22.     | Večernjakova ruža 2015.         | 18. ožujka 2016.   | Hrvatsko narodno kazalište Zagreb       | Nevena Rendeli i Ivan Vukušić    |
| 23.     | Večernjakova ruža 2016.         | 31. ožujka 2017.   | Hrvatsko narodno kazalište Zagreb       | Nevena Rendeli i Duško Ćurlić    |
| 24.     | Večernjakova ruža 2017.         | 17. ožujka 2018.   | Hrvatsko narodno kazalište Zagreb       | Duško Ćurlić i Ivan Vukušić      |
| 25.     | Večernjakova ruža 2018.         | 22. ožujka 2019.   | Hrvatsko narodno kazalište Zagreb       | Duško Ćurlić i Ivan Vukušić      |
| 26.     | Večernjakova ruža 2019.         | 28. travnja 2020.  | Hrvatsko narodno kazalište Zagreb       | Doris Pinčić i Duško Ćurlić      |
| 27.     | Večernjakova ruža 2020.         | 20. ožujka 2021.   | Hrvatsko narodno kazalište Zagreb       | Doris Pinčić i Duško Ćurlić      |
| 28.     | Večernjakova ruža 2021.         | 18. ožujka 2022.   | Hrvatsko narodno kazalište Zagreb       | Doris Pinčić i Duško Ćurlić      |
| 29.     | Večernjakova ruža 2022.         | 24. ožujka 2023.   | Hrvatsko narodno kazalište Zagreb       | Daniela Trbović i Barbara Kolar  |
| 30.     | Večernjakova ruža 2023.         | 22. ožujka 2024.   | Hrvatsko narodno kazalište Zagreb       | Barbara Kolar i Duško Ćurlić     |
| 31.     | Večernjakova ruža 2024.         | 11. travnja 2025.  | Hrvatsko narodno kazalište Zagreb       | Daniela Trbović i Doris Pinčić   |

## Rekorderi
| Ruža | Osoba                  | Info                                         |
| ---- | ---------------------- | -------------------------------------------- |
| 8    | Goran Višnjić          | najbolji glumac                              |
| 7    | Trpimir Vicković Vicko | sedam uzastopnih od 1997. do 2003.           |
| 5    | Nensi Brlek            | pet uzastopnih                               |
| 5    | Oliver Mlakar          | najbolji voditelj                            |
| 5    | Barbara Kolar          | najbolja voditeljica radijska / televizijska |
| 5    | Prljavo kazalište      | najbolja grupa                               |

## Vanjske poveznice
- Službena stranica Večernjeg lista - kategorija Večernjakova ruža